# Buer (demon)

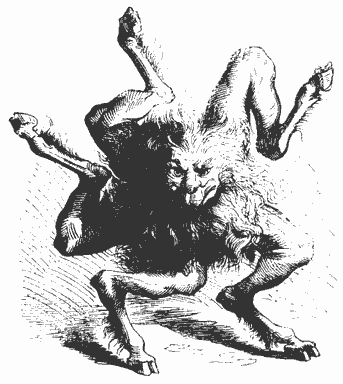
Buer według Słownika wiedzy tajemnej Collina de Plancy.

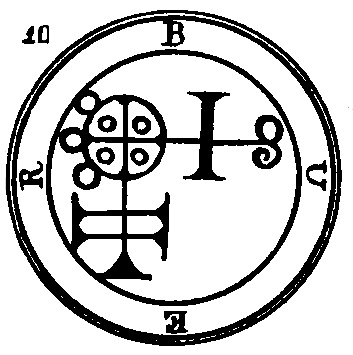
Pieczęć Buera wg Goecji Crowleya i Mathersa.

Buer – w tradycji okultystycznej, demon drugiego rzędu, przywódca (prezydent) piekła. Rozporządza 50 legionami duchów. W Sztuce Goecji jest dziesiątym, a w Pseudomonarchii Daemonum siódmym duchem.

## Wdemonologii
By go przywołać i podporządkować potrzebna jest jego pieczęć, która według Sztuki Goecji powinna być zrobiona z rtęci.
Jest nauczycielem filozofii natury, filozofii moralnej, logiki, a także zielarstwa i botaniki. Potrafi przywrócić zdrowie chorym.
Ukazuje się pod postacią strzelca, w czasie gdy słońce znajduje się w tym znaku zodiaku. Posiada głowę lwa oraz pięć koźlich nóg, które pozwalają mu poruszać się w każdym kierunku. Jest również bardzo atrakcyjny.

## Wkulturze popularnej
W grach:
- Pojawia się w serii gry Final Fantasy, czasami nazywany jest Buel.
- Pojawia się w grach Castlevania: Dawn of Sorrow oraz Castlevania: Aria of Sorrow jako demon.
- Jest prezydentem piekła w grze fabularnej Arkanun.
- Pojawia się w grze GrimGrimoire.
- Pierwszym bossem w grze Tales of Destiny 2 jest Buer.
- W grze fabularnej Dungeons & Dragons w dodatku Tome of Magic: Pact, Shadow, and True Name Magic potwór "Roving Mauler" wygląda tak samo jak Buer.
- W serwisie Gaia Online w "The Nightmare" nasz awatar może przybrać maskę lub wygląd Buera.
- W grze Genshin Impact Buer jest boskim imieniem bogini Kusanali, która jest blisko związana z naturą i mądrością.

W literaturze:
- W komiksie Hellblazer jest przedstawiany jako demon piekielny torturujący małe dzieci, psy, mrówki i małe ssaki. Jest przeciwnikiem Johna Constantine.
- Alan Moore w swoim komiksie Promethea przedstawił Buera jako demona ze Sztuki Goecji, który atakuje tytułowego bohatera na rozkaz Ben Solomona.
- Pojawia się w pierwszym numerze komiksu Bena Templesmitha Wormwood: Gentleman Corpse.
- Pojawia się w serii japońskich komiksów Stray Little Devil Kotaro Moriego.
- Graham Greene w swej powieści W Brighton słowem "Buer" określa prostytutki.

W muzyce:
- Wizerunek Buera pojawia się także na obrazku płyty Blessed Are the Sick amerykańskiej deathmetalowej grupy Morbid Angel.

Inne:
- W telewizyjnym serialu Mobile Suit Gundam SEED Buer to jeden z trzech narkotyków, pozostałe dwa to Sabnak i Andras (także demony ze Sztuki Goecji).